# موتور ۱۲ فروردین
موتور ۱۲ فروردین یک منطقهٔ مسکونی در ایران است که در دهستان اسماعیل‌آباد (خاش) واقع شده‌است. موتور ۱۲ فروردین ۹۲ نفر جمعیت دارد.